# Rock à Paris
Le rock à Paris est très divers. Il peut se composer de groupes de rock, rock 'n' roll, punk ou metal.
À noter : Rock à Paris était aussi le titre d'un festival qui s'est déroulé au Parc des Princes les 14 et 15 juin 1997 et n'a connu qu'une seule édition. Il avait accueilli notamment David Bowie, Rage Against the Machine, Wu Tang Clan et Prodigy.

## Liste des groupes par genres

### Rock
- Astonvilla
- Axel Bauer
- The Black Noodle Project
- Aching Beauty
- Jean-Louis Aubert
- BB Brunes
- Buzy
- Cheveu
- Cupofty
- Les Désaxés
- Devianz
- Eddy Mitchell
- Frustration
- Herman Dune
- Hey Hey My My
- Hushpuppies
- Indochine
- Kyo
- Les Shades
- Louise Attaque
- Mano Negra
- Melville
- Naast
- Nosfell
- Plastiscines
- Prohibition
- Purr
- Shaggy Dogs
- Superbus
- Téléphone
- The Parisians
- Vegastar
- Trust

### Electro-Rock
- Volt
- Crash Normal

### Metal
- Lofofora
- Loudblast
- Prime Sinister
- Mass Hysteria
- AqME
- Enhancer
- Heavenly
- Pleymo
- Watcha
- Wünjo
- Your Shapeless Beauty
- Warning

### Punk
- Guerilla Poubelle (ancien Les Betteraves)
- Bérurier Noir
- The Brigades
- La Souris Déglinguée
- Les Wampas
- Ludwig von 88
- Les Betteraves
- Oberkampf
- Le Pélican Frisé
- Pigalle
- Splash 4
- No-Talents
- les Garçons Bouchers
- Les Porte-Mentaux
- Union Jack
- Dolores Riposte
- Brigada Flores Magon